# Affaire Asia Bibi
L'affaire Asia Bibi est une affaire judiciaire pakistanaise dans laquelle une femme chrétienne, Asia Bibi, accusée de blasphème envers l'islam en juin 2009, a été condamnée à mort en première instance en novembre 2010. Asia Bibi voit sa condamnation à mort confirmée en appel le 16 octobre 2014, la Haute Cour de Lahore rejetant les allégations de faux témoignages. Asia Bibi est finalement acquittée par la Cour suprême le 31 octobre 2018, décision confirmée le 29 janvier 2019 à la suite d'un ultime recours. Elle est finalement autorisée à quitter le Pakistan et arrive au Canada le 8 mai 2019.
Le jugement choque l'opinion internationale. L'affaire est très médiatisée dans le monde et surtout au Pakistan, où elle provoque une polémique concernant la loi de 1986 interdisant le blasphème et suscite de vives tensions entre les islamistes et les autorités. Différentes manifestations et grèves se sont formées pour et contre la loi après que des membres du parti au pouvoir, le Parti du peuple pakistanais (PPP), eurent appelé à sa modification.
Le 4 janvier 2011, le gouverneur du Pendjab, Salman Taseer, est assassiné pour sa défense d'Asia Bibi et sa critique de la loi. Le 2 mars, le ministre fédéral des Minorités religieuses, Shahbaz Bhatti, de confession catholique, est à son tour assassiné pour les mêmes raisons, par des hommes se réclamant d'une mouvance islamiste.
Depuis l'établissement de la loi interdisant le blasphème en 1986, plusieurs personnes ont été condamnées à mort, mais aucune n'a été exécutée. Les opposants à la loi affirment que celle-ci est détournée par ceux qui l'invoquent pour régler des comptes personnels.

## Asia Bibi et sa famille

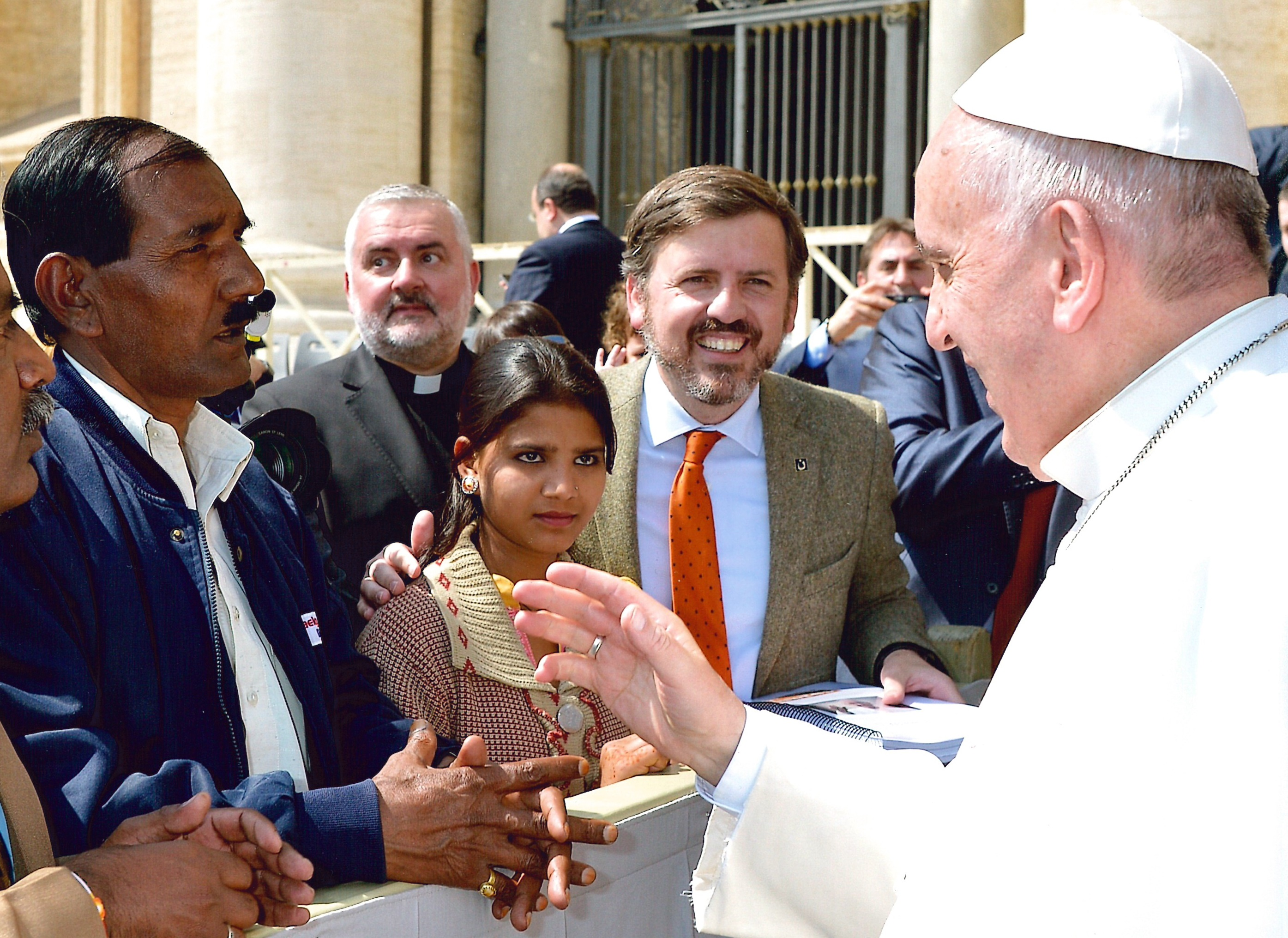
Le pape François avec l'époux et la fille d'Asia Bibi, en avril 2015.

Asia Bibi (transcrit Aasiya Bibi en ourdou nastaliq, Āsiyah Bī Bī en RR ; en ourdou : آسیہ بی بی), de son vrai nom Asia Noreen (Aasiya Noreen ou Āsiyah Naurīn ; en ourdou : آسیہ نورین) est née en 1971 dans le village pakistanais d'Ittan Wali.
Ouvrière agricole, Asia a eu trois filles avec Ashiq Masih, un fabricant de briques né en 1960, déjà marié depuis dix ans à une chrétienne, Yasmine, qui n’a jamais accepté de divorcer. Ashiq et Yasmine ont eu deux filles. Sous le même toit, habitent les cinq filles d’Ashiq, lui-même, sa femme Yasmine et Asia. Leur maison se trouve à Ittan Wali, un petit village sans eau courante ni électricité, où vivent 1 500 habitants dans des maisons construites en torchis. Le village fait partie du district de Nankana Sahib, dans la province de Pendjab, à une cinquantaine de kilomètres de Lahore.

## Le procès

### Les faits reprochés

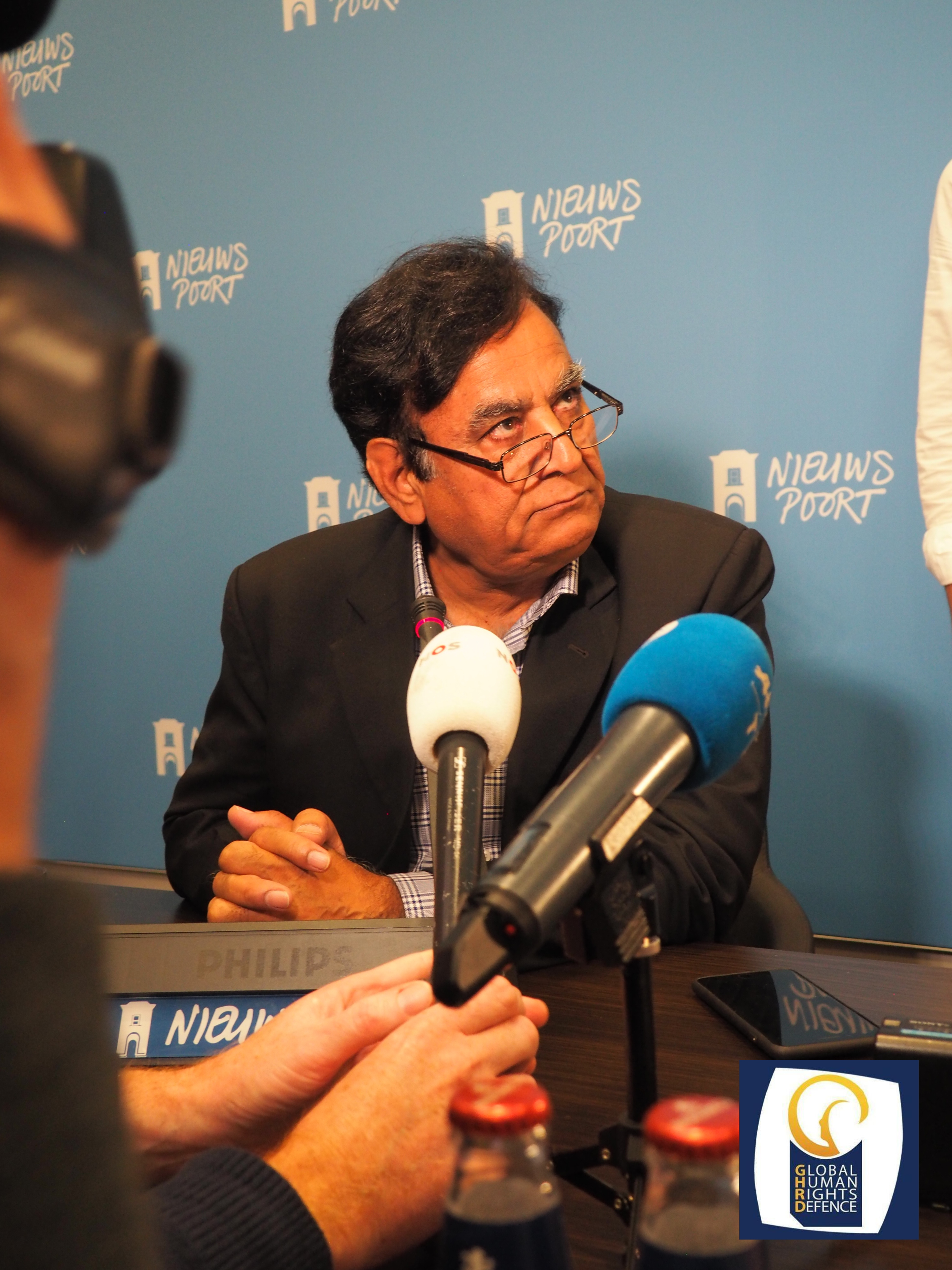
Saiful Malook, l'avocat d'Asia Bibi.

Le 14 juin 2009, Asia Bibi, qui a 38 ans, participe comme chaque année à une cueillette de baies falsa avec trois autres femmes dans un champ de la ferme du propriétaire foncier Idrees Mohammed. Deux femmes demandent à Asia Bibi de l’eau à boire. Elle va chercher de l'eau dans un puits à proximité du champ, prend un gobelet avec lequel elle boit une gorgée d’eau, puis ramène un récipient d’eau auprès des femmes. Mais une des femmes refuse de boire dans le même verre qu'elle, affirmant qu’elle l'a souillé car chrétienne et donc impure,. Asia Bibi se défend en disant qu’elle ne croit pas que le prophète Mahomet soit d’accord avec ce qu’elle dit. S'ensuit un échange tendu. La situation suscite l'indignation de cette femme et d’autres femmes renchérissent : « Comment oses-tu parler comme cela du prophète, tu viens de commettre un blasphème ». Mais les femmes ne vont pas tout de suite se plaindre,.
Le mollah Qari Sallam signale le blasphème au commissariat de police de Nankana Sahib, qui enregistre la plainte. La police intervient pour arrêter Asia Bibi et l'inculper pour blasphème, alors qu'elle est déjà menacée par certains habitants. En raison des menaces de mort, sa famille entre dans la clandestinité et la police garde Bibi à la prison de Shekhupura.

### La procédure

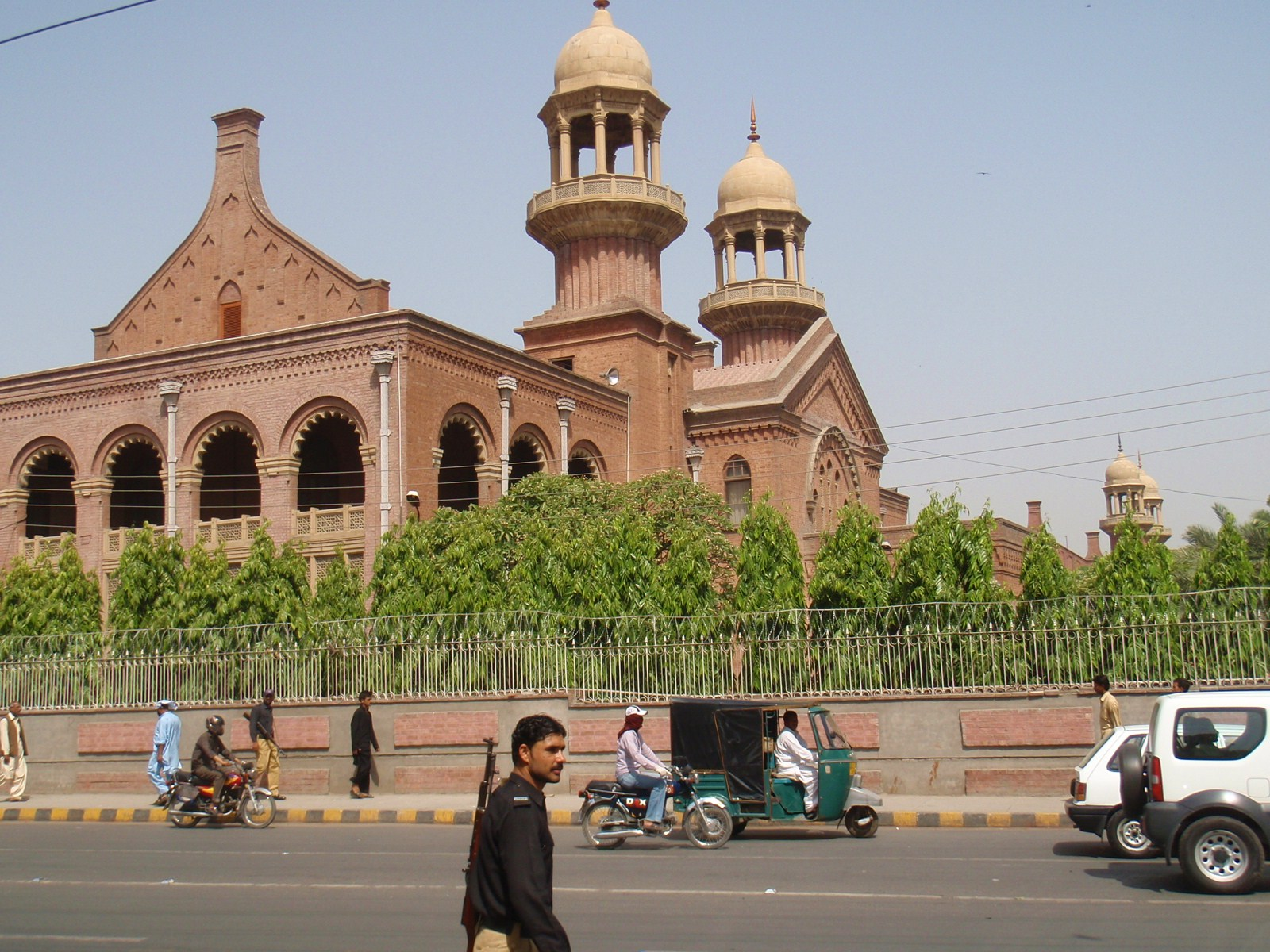
La Haute Cour de Lahore, plus haute juridiction de la province du Pendjab.

La police mène une enquête sur les propos de Bibi, qui est arrêtée et placée en détention dans l'attente de son jugement. Elle est inculpée pour blasphème. Asia Bibi, qui est analphabète, nie avoir commis un blasphème envers l'islam. Elle déclare simplement qu'elle est victime d’une personne voulant « régler un vieux compte » grâce à la loi anti-blasphème dont sont couramment victimes les Pakistanais, aussi bien musulmans que chrétiens.
Le 8 novembre 2010, le juge Muhammed Naveed Iqbal, du tribunal de Nankana Sahib, condamne Asia Bibi en première instance à la peine de mort par pendaison avec une amende de deux ans et demi de salaire (850 euros) pour avoir contrevenu à la loi anti-blasphème envers l'islam du Code pénal pakistanais. Ce premier procès ne respecte pas la procédure judiciaire, puisque l'avocat de la défense ne contre-interroge pas les témoins de l'accusation.
Asia Bibi interjette appel de la décision devant la Haute Cour de Lahore, qui émet une ordonnance de suspension contre une éventuelle grâce du président Asif Ali Zardari, qui était sur le point d'accorder sa libération. En attendant, elle est emprisonnée à la prison de Lahore.
Le mollah Yousuf Qureshi à Peshawar annonce offrir alors une récompense équivalente à 4 500 € pour quiconque tuerait Asia Bibi.
Le 16 octobre 2014, la Haute Cour de Lahore rejette les arguments tendant à désavouer les témoins contre Asia Bibi. La juridiction confirme la condamnation à mort de Bibi qui fait un ultime recours devant la Cour suprême du Pakistan.

### Attente du verdict final

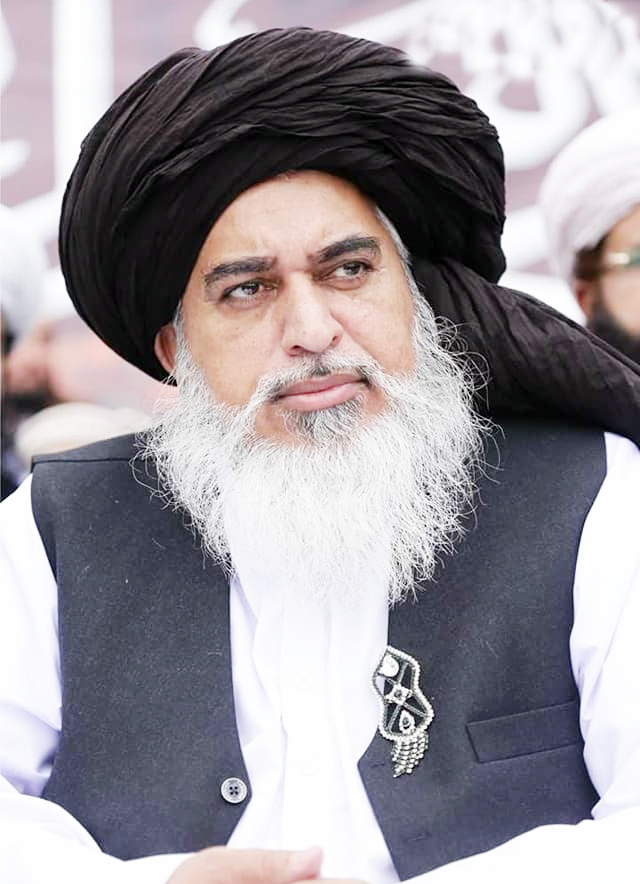
Khadim Hussain Rizvi, chef du TLP, a juré la mort d'Asia Bibi.

Depuis 1986, année d'établissement de la loi anti-blasphème, trois cents personnes sont accusées chaque année de blasphème envers le prophète Mahomet ou le Coran. Cependant, les personnes condamnées à mort n'ont jamais été exécutées, ayant été acquittées en appel ou bien graciées par décision du président du Pakistan. Si elle était exécutée, elle serait la première femme au Pakistan à être tuée légalement pour blasphème. Si elle était graciée, elle devrait probablement quitter le Pakistan au risque que les fondamentalistes mécontents du verdict l’assassinent sans être inquiétés, comme cela a souvent été le cas pour des personnes acquittées,,.
En attendant Asia Bibi est enfermée au sein de la prison de Multan. En cachette, et au risque d’être assassiné par les fondamentalistes, son compagnon Ashiq lui rend visite tous les quinze jours en prison pour lui apporter de la nourriture afin qu’elle ne soit pas assassinée par empoisonnement. En octobre 2015, elle est placée à l’isolement pour sa propre sécurité. Des responsables pénitentiaires et des défenseurs des droits de l'homme s'inquiètent de sa santé et estiment qu’elle est la cible de « réelles menaces » de la part de sa co-détenue et même de ses gardiens.
Le 13 octobre 2016 devait se tenir le procès en appel par la Cour suprême du Pakistan, qui devait déterminer si Bibi était finalement libre ou condamnée à mort par pendaison. Mais, deux jours avant l'audience, 150 muftis édictent une fatwa exigeant la pendaison d'Asia Bibi et menaçant de mort quiconque porterait assistance aux « blasphémateurs ». C'est pourquoi, le 13 octobre, l'un des juges se récuse et le procès est reporté à une date indéterminée.

### Acquittement et réactions

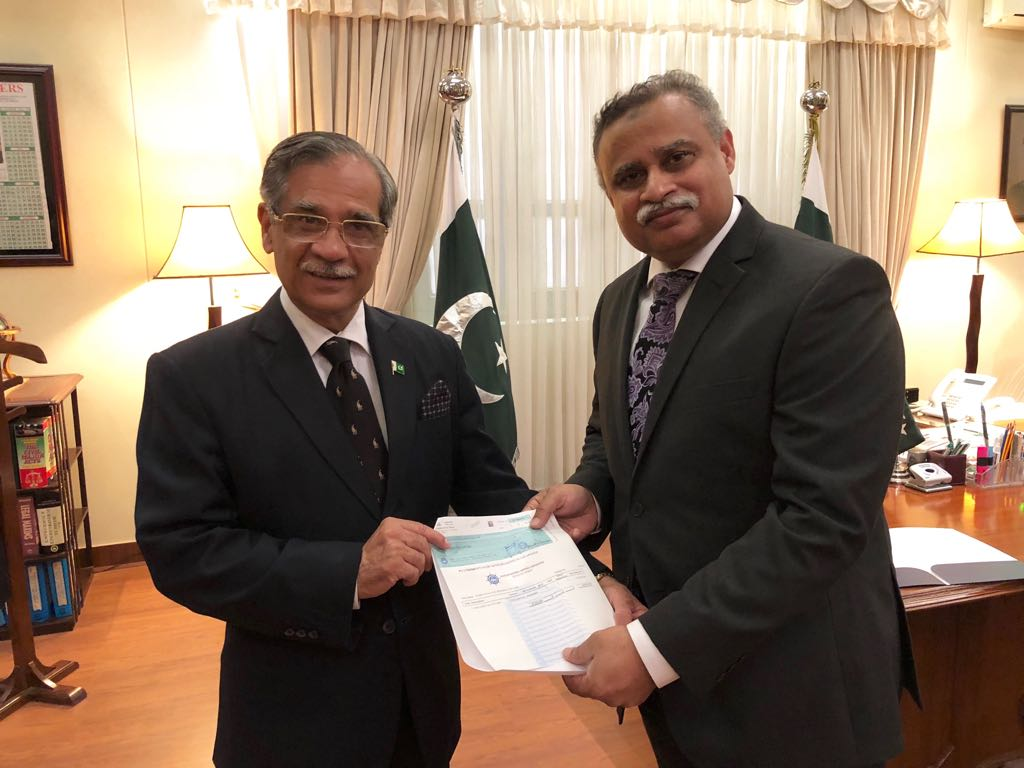
À gauche, Saqib Nisar, le juge en chef du pays.

Le parti islamiste Tehreek-e-Labbaik Pakistan (TLP) dirigé par Khadim Hussain Rizvi, défenseur de la peine de mort pour blasphème, réclame à de nombreuses reprises l'exécution d'Asia Bibi. Le 12 octobre 2018, des milliers d'extrémistes manifestent, notamment à Lahore et à Islamabad. Certains des responsables du TLP vont jusqu'à menacer les juges de mort s'ils devaient prononcer l'acquittement.
Le 31 octobre 2018, Asia Bibi est acquittée en appel par la Cour suprême du Pakistan,. Le juge en chef du pays Saqib Nisar estime que les éléments matériels et les témoignages sont contradictoires, jetant un doute sur la version des faits. Il est appuyé par un second juge, Asif Saeed Khan Khosa, qui relève des erreurs de procédures.
À l'annonce de cette décision, les responsables du TLP menacent de « paralyser les villes ». Pour Maulana Abdul Aziz, imam de la Mosquée rouge, « c'est une décision extrêmement injuste, cruelle, totalement détestable contre la charia ». Dans tout le pays, des manifestations éclatent dès l'annonce du verdict : les manifestants bloquent les routes, brûlent des pneus, brandissent des slogans hostiles à la justice et appellent au meurtre d'Asia Bibi. Un millier d'entre eux bloquent, entre autres, l'échangeur autoroutier d'Islamabad.
Le gouvernement britannique appelle à la vigilance face à de potentielles représailles de « terroristes ». Le gouvernement local du Sind déclenche l'alerte et annonce protéger « tous les lieux où vivent les minorités religieuses ». Pour l'avocat d'Asia Bibi, « le verdict montre que les pauvres, les minorités et la fraction la plus modeste de la société peuvent obtenir justice dans ce pays en dépit de ses défauts ». L'un des meneurs de l'opposition, Bilawal Bhutto Zardari, appelle les institutions du pays à se souder derrière la Cour suprême. Le Premier ministre récemment élu Imran Khan s'adresse à la nation, soutenant la décision de la Cour suprême et critiquant les propos des protestataires, une « petite section » de la population selon lui.

### Ultime recours et libération

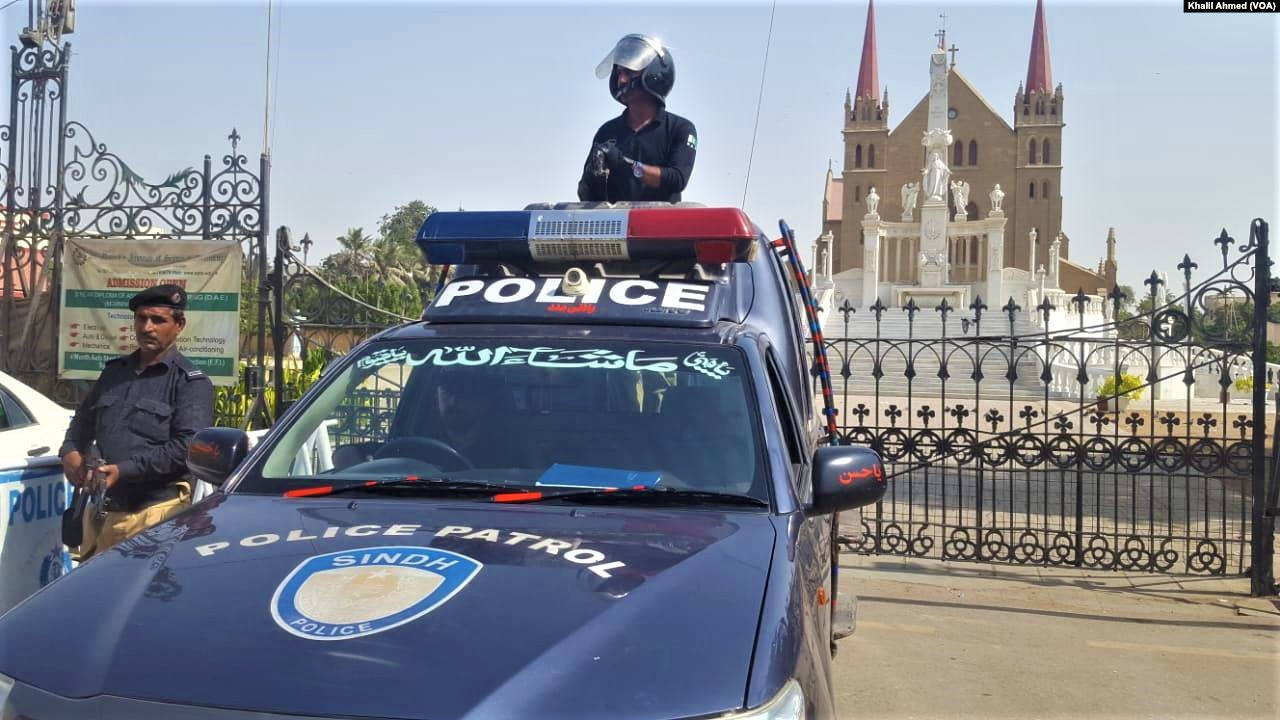
Protection policière de la cathédrale Saint-Patrick de Karachi peu après l'acquitemment d'Asia Bibi.

Après trois jours de troubles, le gouvernement accepte le 2 novembre 2018 de passer un accord avec les islamistes et engage une procédure visant à empêcher Asia Bibi, toujours emprisonnée, de sortir du pays avant l'examen d'une requête en révision du jugement déposée par un religieux. Son avocat, quant à lui, quitte temporairement le pays en raison des menaces de mort dont lui et sa famille sont victimes. Ce recours en révision, le dernier possible avant que l'affaire ne bénéficie de l'autorité de la chose jugée, porte uniquement sur des questions de procédure et ne peut revenir sur les faits établis lors de l'acquittement.
Dans la nuit du 7 au 8 novembre 2018, Asia Bibi est transférée de sa prison de Multan vers la capitale Islamabad à bord d'un avion privé, où elle est placée dans un lieu tenu secret. Le 23 novembre 2018, Khadim Hussain Rizvi et des centaines de militants du TLP sont arrêtés et placés en détention, les autorités semblant alors changer de stratégie. Le 29 janvier 2019, la Cour suprême confirme l’acquittement d’Asia Bibi en rejetant le recours en révision. En réaction, le TLP appelle de nouveau à manifester, mais ne réunit cette fois que quelques dizaines de sympathisants en protestation.
Début février, des médias indiquent qu'elle aurait quitté le Pakistan et rejoint sa famille au Canada, mais l'information est ensuite démentie : Asia Bibi serait toujours empêchée de quitter le pays et se trouverait à Karachi. Dans un entretien à la BBC le 10 avril, le Premier ministre Imran Khan explique : « Il y a une petite complication. Et je ne peux pas en parler dans les médias. Mais je peux vous assurer qu’elle est en sécurité et qu’elle partira dans quelques semaines. ». Asia Bibi est finalement autorisée à quitter le Pakistan, à destination du Canada où elle arrive le 8 mai 2019.
Elle publie, de nouveau avec la contribution de la journaliste Anne-Isabelle Tollet, le 1er février 2020 un livre de témoignage intitulé Enfin libre !.

## Soutiens, controverses et protestations

### Au Pakistan

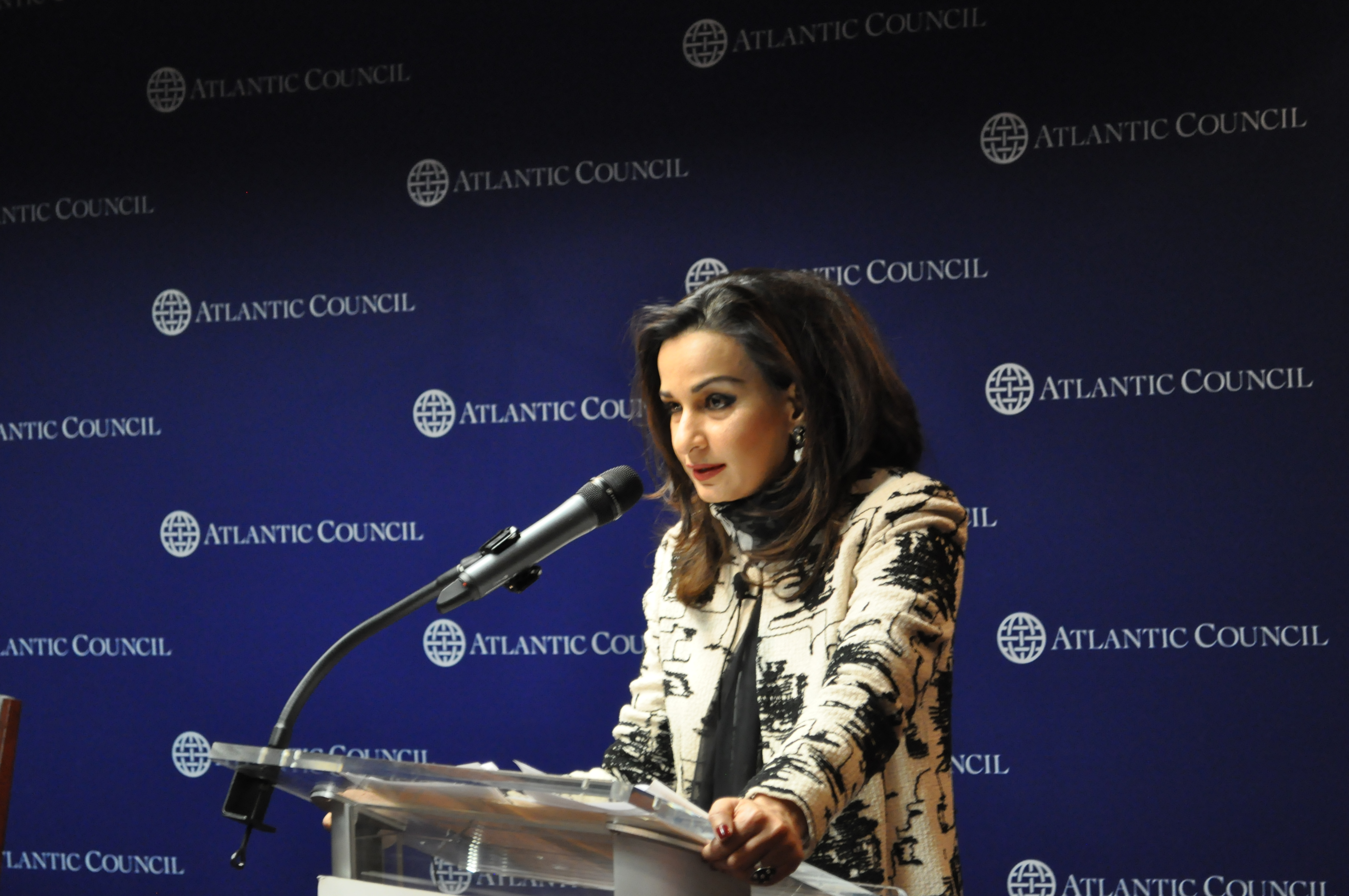
La sénatrice pakistanaise Sherry Rehman, un des soutiens d'Asia Bibi.

L'affaire provoque une controverse dans l'opinion publique pakistanaise. Certaines personnalités politiques soutiennent l'abrogation ou l'amendement de la loi. Asia Bibi est soutenue par certains hommes politiques pakistanais, pour la plupart affiliés au Parti du peuple pakistanais (PPP). Les opposants à la loi critiquent surtout sa mise en œuvre : selon eux, la loi est principalement invoquée dans le but de régler des comptes personnels et elle est appliquée de façon subjective par certaines juridictions. La loi est souvent invoquée contre des minorités religieuses ou dans le cadre de conflits entre plusieurs courants de l'islam.
Le 21 novembre 2010, une manifestation à Lahore de l'APMA (All Pakistan Minorities Alliance) a dénoncé la condamnation d'Asia Bibi et a appelé à l'abrogation de la loi sur le blasphème.
Le 25 novembre 2010, l'ancienne ministre et députée Sherry Rehman (PPP) a déposé à titre personnel un projet d'amendement au secrétariat de l'Assemblée nationale visant à abolir la peine de mort en cas de blasphème ainsi qu'à limiter la peine de prison à 10 ans. Elle a été soutenue par le gouverneur de la province du Pendjab Salman Taseer, ainsi que par Asma Jahangir, présidente de l'association du Barreau de la Cour suprême. Chaudhry Shujaat Hussain, dirigeant de la Ligue musulmane du Pakistan (Q), a pour sa part rejeté l'idée de modifier la loi mais a soutenu la création d'une nouvelle loi pour empêcher les applications abusives de la loi sur le blasphème.
Les idées émises contre la loi sur le blasphème ont provoqué de vives réactions de la part de certains religieux et des partis islamistes. Ces derniers ont appelé à une grève nationale et à des manifestations dans tout le pays pour soutenir la loi contre le blasphème. Le gouvernement, accusé par certains de vouloir modifier la loi, a renié toute tentative en ce sens. Le Parti du peuple pakistanais, vainqueur des élections législatives de 2008, avait pourtant sous-entendu une telle modification dans son programme électoral (« les lois discriminantes à l'égard des minorités religieuses et sources de conflits communautaires seront revues »).

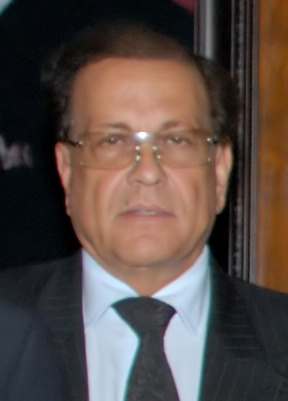
Salman Taseer, gouverneur du Pendjab, un des principaux soutiens politiques d'Asia Bibi.

Le musulman Salman Taseer, gouverneur du Pendjab et le chrétien Shahbaz Bhatti, ministre fédéral des Minorités religieuses, défendent et soutiennent publiquement Asia. Le premier dénonce la loi interdisant le blasphème et visite plusieurs fois Asia avec sa femme, Aamna et sa fille Shehrbano, bien que les magistrats pakistanais aient jugé plus tard qu'elle ne pouvait plus être visitée que par son conjoint et son avocat. Le 4 janvier 2011, Taseer est assassiné par son garde du corps Mumtaz Qadri sur le marché de Kohsar d'Islamabad. Le lendemain, des milliers de personnes viennent assister aux funérailles du gouverneur à Lahore en dépit de menaces des talibans. L'assassinat fait de nouveau monter les tensions et divise l'opinion publique. Le 9 janvier 2011 des manifestations de soutien à la loi réunissent près de 50 000 personnes à Karachi.
Le ministre fédéral des Minorités religieuses, Shahbaz Bhatti, a également demandé un amendement de la loi. Après que des demandes eurent été faites au président de la république Asif Ali Zardari de gracier Asia Bibi, celui-ci a demandé au ministre une enquête qui conclut à l'innocence de l'accusée. Le président a d'abord annoncé qu'il pourrait la gracier, avant de déclarer qu'il attendra la décision de la Haute Cour de Lahore. Il quittera le pouvoir avant qu'elle ne se prononce. À Islamabad, le 2 mars 2011, près de la résidence de Shahbaz Bhatti, trois talibans pakistanais prennent Bhatti en embuscade, alors qu'il se rend en voiture au conseil des ministres. Bhatti reçoit au moins huit balles et décède peu après à l'hôpital,.

### À l'international
Au niveau national et international, l’affaire provoque de nombreuses réactions.
Le 12 novembre 2010, Markus Löning, délégué du gouvernement fédéral allemand pour la Politique des droits humains et l'Aide humanitaire, déclare : « Nous surveillons très étroitement les poursuites contre Asia Bibi. Sa condamnation en première instance nous inquiète vraiment. Poursuivre les gens en raison de leur foi n'est pas acceptable. »
Le 1er mai 2011, Anne-Isabelle Tollet publie son livre Blasphème sur Asia Bibi, ce qui lui interdit de se rendre au Pakistan sans courir le risque d’y être assassinée. Le gouvernement français soutient Asia Bibi en recevant Achiq et sa fille au ministère des Affaires étrangères le 30 mai 2011.
Le 13 mars 2012, la Ligue internationale contre le racisme et l'antisémitisme (LICRA) se joint à la déclaration d'Anne-Isabelle Tollet au Sommet de Genève des droits de l’homme et la tolérance, pour lancer un appel en faveur d’Asia,.
À Noël 2013, Asia envoie une lettre au pape François pour lui faire part de ses conditions d'incarcération, puis, en octobre 2014, elle le supplie « de prier pour elle […] pour son salut et pour sa liberté ». Elle écrit alors : « Je suis encore agrippée avec force à ma foi chrétienne. Je sais que grâce à ta prière, ma liberté pourrait être possible ». En avril 2015, le Pape reçoit son époux et sa fille au Vatican et leur confie : « Je prie pour Asia, pour vous et pour tous les chrétiens qui souffrent ».
En mars 2015, elle est faite citoyenne d'honneur de la Ville de Paris.